# Zdenek Pouzar
Zdeněk Pouzar (Říčany, 13 aprile 1932 – Praga, 4 giugno 2023) è stato un micologo ceco che ha pubblicato un gran numero di lavori sulla tassonomia della Polyporaceae e dei lamellati.